# 丹尼·艾格斯
丹尼爾·威廉·約翰·艾格斯（英語：Daniel William John Ings，1992年7月23日—），是一名英格蘭足球運動員，司職前鋒。曾效力於英超球隊西漢姆。他同時亦是英格蘭代表隊成員。
艾格斯在修咸頓展開其足球生涯，但在學童時期已被放棄。他其後加入般尼茅夫的精英中心，經過訓練後於2008年夏天簽署兩年的學徒合約。他在2009年10月首次獲得職業賽事上陣機會。2010年5月首次簽職業合約，並於同年9月延長合約期，而在同月他外借加盟英議南的球隊多爾切斯特，為期兩個月。他於2011年2月首次為般尼茅夫攻入首個職業賽入球。2011年8月，他加盟英冠球隊般尼，簽約4年。
球場外的艾格斯以熱心慈善為名。2014年11月，他的「丹尼·艾格斯傷健人士體育項目」正式啟動並注資其中，為身體殘障及學習障礙的兒童提供足球訓練機會。他進行這個項目的原因是受到一名年輕的殘疾般尼球迷所啟發。

## 球會生涯

### 般尼茅夫
艾格斯出生於近南安普頓的海德。他在修咸頓展開其足球生涯，但在學童時期已被放棄。他其後加入般尼茅夫的精英中心，經過訓練後於2008年夏天簽署兩年的學徒合約。他在之前亦有代表預備隊上陣的經驗。2009年10月6日他首次為般尼茅夫踢職業賽，在英格蘭足總錦標作客以1:2不敵諾咸頓的賽事中下半場後備入替積臣·泰杜爾。他在青年軍的第二季卻因腹部的長期受傷而蒙上陰影，他的上陣時間受限。他一直留效青年軍直至2010年夏天，當時他簽署為期三個月的短期合約。在2010年9月他獲球隊續約至季尾。
2010年9月，他外借加盟英議南球隊多爾切斯特，為期一個月。2010年9月11日首次為新球會上陣，主場迎戰艾貝斯費特，他雖一度為球隊追平，但仍以1:2落敗。他第二個入球是在9月24日的足總盃對曼斯菲尔德城射入十二碼，助球隊贏4:1。10月6日，他的租約延長一個月。他在對哈雲特的足總盃中再為球隊入球，但仍以1:4落敗並出局。10月16日，他以後備身份為球隊攻入第二個聯賽入球，助球隊以2:0贏雷威斯。他的第五個入球是作客對斯坦斯鎮取得的，為球隊先開紀錄並以2:1取勝。11月在主場對梅頓赫德聯雖取得入球，但仍以1:2落敗，6場不敗紀錄終止。2010年11月12日，他的外借期再延長一個月.。足總錦標對韋斯頓的賽事為球隊攻入第二球，助球隊贏3:1並成功出線。11月23日，因般尼茅夫的傷患問題嚴重，會方終止外借合約並召回他入隊。
11月30日，他與球隊續約至2012年。2010年12月28日首次為般尼茅夫在英甲正選上陣，卻在作客以0:2不敵米尔顿凯恩斯，但他卻在上半場被史提夫·費查入替。他之後躋身球隊的正選陣容，並在2011年2月1日對史雲頓的賽事中為球隊攻入首個職業賽入球，助球隊3:2擊敗對手。憑藉出色的表現，他獲會方續約至2013年。2011年2月26日，他在對杜根咸的聯賽中為球隊以頭槌扳平，後來更以2:1反勝。4月1日以3:3賽和彼德堡的聯賽中再下一城。4月他可謂大豐收，在3場賽事攻入4球。他在對燦美爾的賽事以倒掛在賽事末段追和，但仍被反絕殺1:2落敗。作客2:0擊敗諾士郡一戰中亦取得入球。對伊奧維一戰中首次梅開二度，包括一個十二碼，但只能2:2賽和對手。在球季的謝幕戰，他為般尼茅夫取得最後一個入球，是在對哈德斯菲尔德的升班附加賽四強取得的，但球隊終在互射十二碼中落敗。
2011年夏天，有報導指些路迪、利物浦和紐卡素均有意羅致他，而英超球隊富咸出價40萬鎊更遭到會方婉拒。2011年7月，他第五度與球會續約，為期一年，他更因此成為球隊的頂薪一族。在季前他仍留在球隊，而作客不敵查爾頓0:3一戰中正選上陣，這場賽事是他對般尼茅夫的最後一戰。

### 般尼

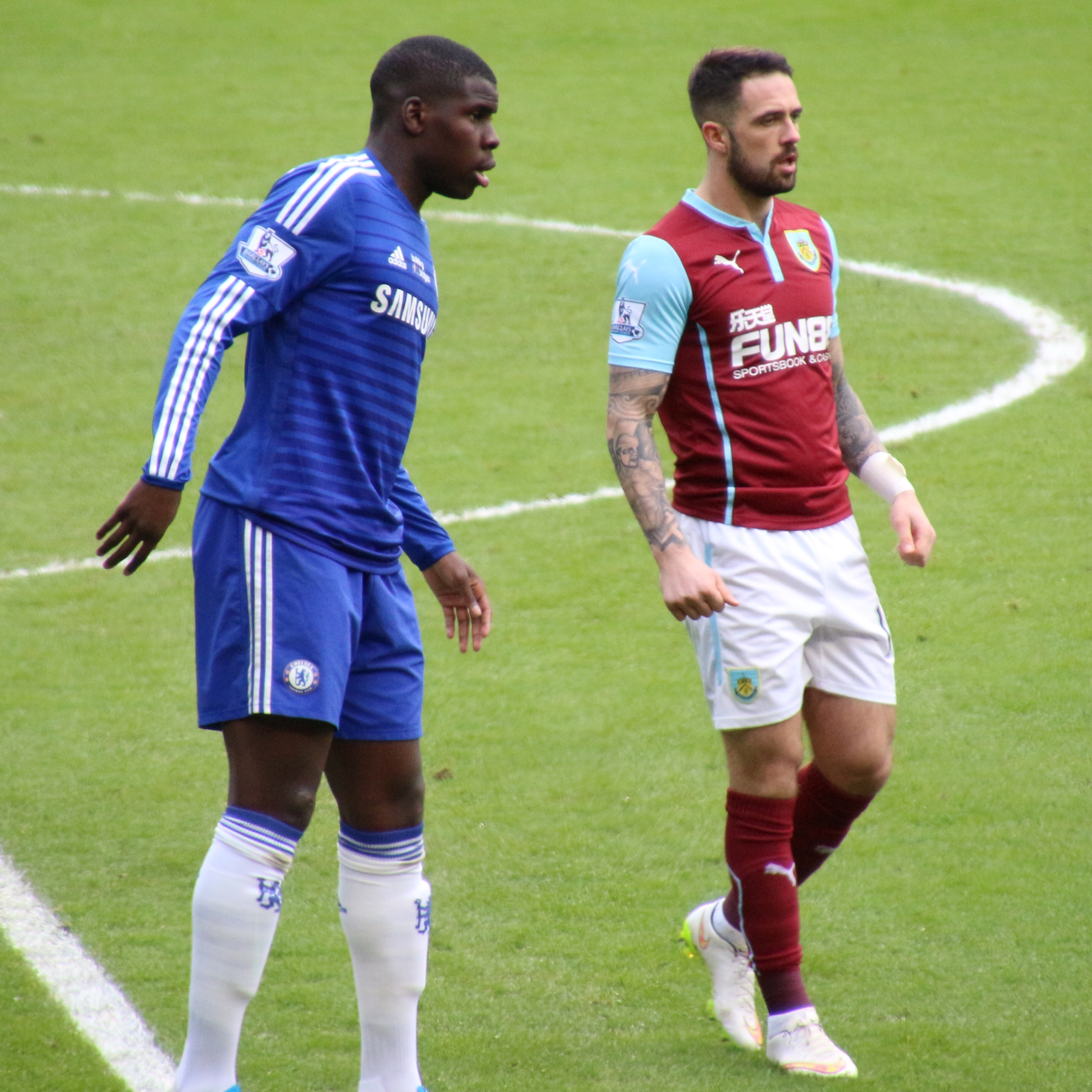
艾格斯在2015年為般尼上陣，與車路士的蘇馬爭持

2011年8月15日，他正式加盟英冠的般尼，官方未有公布轉會費，但外界估計為100萬鎊，合約為期四年。他與早八個月來投的前般尼茅夫領隊艾迪·賀維重聚。2012年2月14日擊敗班士利一戰中首次上陣，後備入替查理·柯士甸。2012年3月10日首次正選上陣，該仗在主場1:1賽和水晶宮。3 月31日在作客5:1大勝樸茨茅夫中取得首個入球。他在緊接的一場再取得入球，對伯明翰一戰為球隊追和，但最終仍以1:3落敗。賽季最後一戰他為球隊攻入第三球，1:1戰和布里斯托城中以30碼遠射得手.。
2012/13球季，在球隊將積·洛迪古斯賣給修咸頓後，他成為球隊的首選前鋒。對艾川查姆及貝利的季前賽先後取得入球在最後一場季前賽以1:3不敵羅奇代爾一戰遭到嚴重的腿傷。他在上季在另一隻腳已曾嘗過斷腿骨而需要接受手術，這次他亦要休戰半年。
2013/14球季他復出後延續其季前賽的出色表現，在球隊開季的三場聯賽攻入兩球之餘，更為在英聯盃對約克城取得入球.
2014年3月，艾格斯擊敗列斯聯射手麥哥馬克和李斯特城中場德林克沃特而贏得英冠最佳球員獎。他憑藉全季的穩定出色表現，助球隊提早升班，為般尼事隔四年重返英超。
2014年11月22日，他在2:1擊敗史篤城一戰中在兩分鐘內連入兩球，助球隊贏得本季的首場作客勝仗。12月13日以1:0擊敗修咸頓一戰，是他為般尼上陣的第一百場賽事。2015年1月10日，他對QPR的護級大戰中攻入致勝一球，助球隊2:1擊敗對手並暫時逃出降班區。2月12日作客對曼聯時，艾格斯一度在12分鐘替般尼追和，但球隊仍只能以1:3落敗。

### 利物浦
2015年6月8日，利物浦宣佈同意簽下艾格斯，季後他與般尼的合約到期後加盟球隊。2015年7月9日，艾格斯正式加盟利物浦。不過由於艾格斯未滿24歲，因此利物浦需要向般尼支付培養費，但雙方未能就金額達成共識，將由審裁處作出決定。在2016年4月28日，職業足球賠償委員會裁決利物浦需要向般尼支付650萬英鎊的初始培養費，此外包含了與球員表現相掛勾的150萬英鎊的附加條款。

### 南安普頓
經過一季的外借，2019年7月1日，艾格斯正式轉會至南安普頓。

## 國家隊
2013年10月3日，艾格斯首次入選英格蘭U21名單，備戰聖馬力諾U21及立陶宛U21兩場2015年歐洲U-21足球錦標賽外圍賽。於10月10日英格蘭U21作客對聖馬力諾U21的賽事，艾格斯於下半場21分鐘上場，成為其首場國際賽。
2020年9月5日，睽違已久再次入選英格蘭足球代表隊名單，歐洲國家聯賽以1比0擊敗冰島的比賽中第68分鐘替補上場。
2020年10月8日，英斯在溫布利球場對陣威爾斯的友誼賽，踢進了自己的第一個國際進球，以頭球方式進球幫助英格蘭隊3-0獲得勝利。

## 榮譽

### 球會
韋斯咸
- 歐協聯冠軍 : 2022-23[49]

### 個人
- 英格蘭足球冠軍聯賽年度最佳球員：2013-14賽季

## 外部連結
- Soccerway資料庫：丹尼·艾格斯
- 足球数据库：丹尼·艾格斯的球员统计数据 （英文）
- 般尼官網球員簡歷 （英文）
- 丹尼·艾格斯個人簡介（页面存档备份，存于）（英文）